# 信長の野望・武将風雲録
『信長の野望・武将風雲録』（のぶながのやぼう・ぶしょうふううんろく）は、1990年12月12日に日本の光栄から発売されたPC-88SR用歴史シミュレーションゲーム。「風雲録」とも略される。「武将風雲禄」は誤り。
同社の『信長の野望シリーズ』第4作目。日本の歴史上における様々な武将を操作し、全国全ての国を領有下に収め全国統一を目的とする。本作では「文化と技術」がテーマとなっており、史実で織田信長が戦略的に利用していた茶の湯や鉄砲・鉄甲船に関する要素が強調されている。シリーズで初めてマウスに対応。
開発は光栄が行い、プロデューサーはシブサワ・コウ、音楽は第2作『信長の野望・全国版』（1986年）および第3作『信長の野望・戦国群雄伝』（1988年）を手掛けた菅野よう子が担当している。
PC-88SR用が発売された後、様々な日本国産パソコン機種に移植され、8ビットパソコン機種用としてはシリーズ最終作となった。家庭用ゲーム機としてはメガドライブやファミリーコンピュータ、PCエンジンSUPER CD-ROM2、PlayStationなどに移植され、スーパーファミコン用ソフトとして『スーパー信長の野望・武将風雲録』のタイトルで発売された他、北米においては『Nobunaga's Ambition: Lord of Darkness』のタイトルで発売された。その他、2004年から2005年にかけては携帯電話ゲームとして配信された。
Windows用としても発売されているが、『コーエー25周年記念パック Vol.7』に収録のものは、『コーエー定番シリーズ』版などのそれとは異なる（前者はPC-98版をエミュレータ上で動かしているもので、後者はWindows向けにリメイク版である）。Win版定番シリーズについては2005年9月29日に『信長の野望・烈風伝』（1999年）とのツインキャンペーン版も発売されている（ただし定番シリーズのため『烈風伝』は無印である）。
なお本項では、本作のリメイク作品であるゲームボーイアドバンス用ソフト『信長の野望』（2001年）、ニンテンドーDS用ソフト『信長の野望DS2』（2008年）およびニンテンドー3DS用ソフト『信長の野望』（2013年）についても併せて記述する。

## ゲーム内容

### システム
機種により違いはあるが、最大8人までの対戦プレイが可能になっている。
前作の『信長の野望・戦国群雄伝』（1988年）との比較では、前作に存在しなかった九州・東北が加わった。歴史上の事件などを再現するイベントの種類も増えた。また音楽面でも、前作は織田信長にしか設けられていなかった専用のテーマ曲がその他一部の大名にも用意されるなど前作以上に充実している。武将の顔グラフィックについては前作同様、機種によって異なっている。
前作同様にコマンド実行数には行動力制を採用しているが、武将ごとに行動力が設定されていた前作とは異なり、国ごとに行動力が設定されている。行動力は毎月補充されるが、その量は大名もしくは城主の政治力と同じ値である。このため大名および城主の人選は重要である。またこの変更により、前作では政治力の低い武将は行動力がなかなか貯まらないため移動すらままならず、たとえ他の能力が高くても使いどころが難しかったが、今作ではそのような武将も政治力の高い城主の下で力を発揮する事が可能となった。

### ゲームモード
難易度は初級・中級・上級の入門モード、そして実力モードの4つに分かれ、歴史イベントの多くは実力モードにしか発生しない。また、実力モードは一人プレイ専用。この他、コンピュータの進行を見守るだけの観戦モードも存在する。

### 内政面
本作では1年を12ヶ月に分け、ひと月ごとにターンが進む。1月は金、7月は米が税収として補充され、その金額はプレイヤーが税率を設定することである程度の増減が可能となっている。また俸禄という概念があり、武将と兵士には税収月に自動的に俸禄を支払うことになる。武将や兵士を雇い過ぎると俸禄を払いきれず赤字になり、支払い切れなかった分の兵士は逃亡し、武将の忠誠度は下がる。
内政はコマンドで石高や治水度などの各種パラメータを伸ばす方式となっている。石高・治水・商業などは数値を直接上げるコマンドが存在するが、民忠誠度は直接上げるコマンドが無く、税収時に税率を低く設定すると上がるほか、開墾・治水・町投資のコマンドを実行したときにその効果に付随して1上がることがある程度で、民忠誠度はかなり上げにくいパラメータとなっている。
開発コマンド実行時には忠誠度が100ではない家臣が「ここはぜひ拙者にお申し付け下され」と願い出ることがあり、任せて内政が成功すればその家臣の忠誠度が1上がる。ただし、叛意を抱く武将が願い出ると、その武将が大名に斬りかかって来ることもある（乱心）。大名が撃退するとその武将は浪人となるが、かなりの確率で大名は殺される（大名殺害に成功した場合でもその武将は家臣として残る）。叛意は忠誠度・義理が低く野望の高い武将が抱きやすいが、意図的に家臣の茶器（茶道道具、後述）を没収してもその家臣は叛意を抱く。いずれも忠誠度を100に上げても忘れることはなく、謀反を起こすか、他大名の隣接国にいる場合は他大名に寝返るかするまで忘れない。なお他大名家に寝返る際は、領内の兵や茶器を持ち逃げされる場合がある。

### 戦闘面
本作では戦闘が野戦と籠城戦に分かれ、攻められた大名が戦闘開始時にどちらの戦場で戦うか選択する。籠城戦に限り守備側は他大名に援軍を要請できる（攻撃側は野戦でも籠城戦でも他大名と連合軍で攻めることができる）ほか、野戦では夜のターンに夜襲ができること、籠城戦は兵糧が多く必要（野戦は最高7日だが籠城戦は30日以上かかる場合あり）であること、守備側が鉄砲を多く持っている場合の籠城戦は攻撃側にとって著しく不利であること、などから、攻撃する際には野戦になるか籠城戦になるかの駆け引きが要求されるようになった。
またシリーズで初めて海戦が導入され、海戦で圧倒的な力を発揮する鉄甲船も本作より登場するようになった。
大名は領地を全て失うと、有無をいわさず自害するため、原則として配下にはできない。外交で脅迫して屈服させることで配下にできるが、一定以上の能力を持つ大名は絶対降伏しないようになっている。(上杉謙信、北条氏康、武田信玄、今川義元、斉藤道三、織田信長、本願寺光佐、毛利元就、大友宗麟)
一部の大名は、前作で斬首した場合と同様、自害するときに専用の台詞が用意されている。また、斬首した場合も台詞は同じ。ただし、Windows版では織田信長以外は汎用の台詞となるなど、機種によっては用意されていないものもある。また、機種によっては台詞が異なる大名もある。

## 設定

### シナリオ
以下のシナリオが存在する。年は開始年を現す
- 1555年 「戦国の動乱」
- 1571年 「信長包囲網」
- 1582年 「本能寺の変」 - 通常では選択できないシナリオ。条件を満たすと登場する隠しシナリオとなっており、PC-88版やSFC版など一部機種では登場しない。

### 文化と技術
本作のテーマは「文化と技術」であり、それを表現するための新要素が盛り込まれており、各国には石高や商業価値だけではなく「文化度」・「技術」というパラメータが存在する。
文化度が高いと金銭収入が上がる、商業価値の上限が上がる、武将教育の効率が上がる、堺会合衆の今井宗久など商人との取引が有利になる、といった効果がある。文化度を直接上げるコマンドは無く、茶器を購入することで可能な「茶会」のコマンドが成功したとき、あるいは文化人や宣教師の来訪（後述）といったイベントによって上がることがある。また、自国の中で最も文化度の高い国の水準に合わせて他領国も自然上昇する。
技術はほとんどの国では初期値は0であるが、内政の「技術開発」のコマンドで直接上げることができる。一定の値まで上げることによって、金山の採掘・鉄砲の製造・鉄甲船の製造ができるようになる。また内政時の効率がわずかながら上がる。

### パラメータ
武将の能力パラメータは「政治」「戦闘」「教養」「魅力」「野望」「忠誠」「年齢」があり、他に隠しデータとして「義理」「相性」「寿命」がある。
各パラメータの意味合いは、以下の通りである。
政治
高いほど、開墾、治水、商業開発、技術開発の効率が良くなり、鉄砲・鉄甲船製造のコストが安くなる。「教育」をすることなどである程度まで上昇する。
戦闘
高いほど、戦闘時の攻撃力・防御力が上がり、平常時の兵士訓練の効率が良くなる。81を超えると猛将として扱われ、突撃した時の台詞が変わる。また内部演算の関係で、96を超えると攻撃能力が加速度的に強くなる。自分より戦闘の高い武将を「突撃」で倒すことにより上昇する。
教養
高いほど、商取引、外交、茶会で有利になり、鉄砲・鉄甲船製造のコストが安くなる。また、茶会を開くには、最低一人は教養60以上の武将が必要。あまりに教養が低いと、商人は鉄砲・茶器を売ってくれない。「茶会」をすることで上昇する。
魅力
高いほど、大名・城主による褒美の効率が上がり、家臣が謀反を起こしにくくなる。また、外交・調略の成功率も上がる。本作は上昇させる方法がない。
野望
天下人になりたいという執着心、謀叛に対する下心。高いほど大名は好戦的になり、家臣は謀叛を起こしやすくなる。また、外交、調略の成功率も上がる。史実で謀反を起こしている武将（陶晴賢、斎藤義龍、松永久秀など）は高めに設定されている傾向にある。本作は大名のみ、他国を攻め落とすことで上昇する。
忠誠
大名への忠誠心の高さを示す。大名以外の武将に設定されており、忠誠が低いほど謀反や寝返りが発生しやすくなる。褒美として金や茶器を与えると上昇する。大名のみ数値表記が「--」になっている。
年齢
本作から人物ごとに誕生年・登場年が設定されており、武将ごとに年齢が設定されている。毎年1月になると全武将が1ずつ増加する。
義理
マスクデータ（隠しパラメータ）。高いほど大名は同盟・婚姻を遵守し、家臣は謀叛を起こしにくくなる。
相性
マスクデータ。数値が同じ武将がもっとも相性が良く、離れている武将は悪くなる。相性が良いと登用時の忠誠度が高くなり、寝返りや謀反を起こしにくくなる。
寿命
マスクデータ。A～Dの4段階あり、それぞれ47、61、75、89歳以上で死亡の可能性が出てくる。

### 茶器
本作はシリーズで初めて「アイテム」の概念として茶器が存在するようになった作品である。茶器を武将に与えることで忠誠度を大きく上げることができ、また茶器があることで「茶会」のコマンドを実行可能となる。茶器には1等級から10等級までのランクがあり、等級の高いものほど値段は高いが、忠誠度や文化度の上昇が強くなる。
なお茶器は大名から配下武将へ与えるだけでなく、城主からその国の配下武将に与えることもできるため、茶器を与えた武将を城主に任命した後に、さらにその茶器を城主から別の武将に与え、与えられた武将を城主に任命することを繰り返すことで簡単に忠誠度を上げるというシステムの盲点を突いたテクニックがあり、当時の雑誌『ログイン』その他でも「茶器回し」として紹介された。この茶器回しはGBA版を含め家庭用ゲーム機への移植の際にもそのまま仕様として引き継がれ、『DS2』で廃止された。

### 来訪イベント
ゲーム中、様々な人物が月初めにランダムで来訪してくる。国に利益をもたらすイベントもあるが、中には損害となる場合もある。
山師
金を払うことにより、残り採掘回数を教えてくれる（金山が未発見の場合は発見してくれる）。金山が掘り尽くされている、もしくは金山がもともと無い国の場合は、「今探しても無駄」「この国には金脈は無い」などと教えてくれる（ただし支払った金は返ってこない）。中には金を払ったのに何も教えずに去る偽山師もいる。
金山商
残り埋蔵量に応じて金山を買い取ってくれる。一度提示額を断っても再交渉可能な場合もある。また、中には安く買い叩く金山商もいるため、売却する際は金額の見極めが重要となる。
闇商人
鉄砲を格安の値段で売ってくれる。たまに不良品が混じっていることがあり、この時は半分以上が使い物にならない（それでも正規に購入するよりは割安となることが多い）。
鉄砲鍛冶
技術が250未満の国に来訪。技術を上げてもらえるが、たまに他大名の放った忍者が化けているものもあり、この時は技術が盗まれて下がる。
鉄甲船鍛冶
技術が250以上500未満の国に来訪。それ以外は鉄砲鍛冶と共通。
富山の薬売り
疫病の影響から免れられる万能薬を売ってくれる（効力は一度のみ）。政治力の低い大名（または城主）には、秘薬「萬金丹」をおまけしてくれることもある。飲むと行動力が一時的に最大値の200になり、大名の政治力も数ポイント上がる。逆に副作用を起こして政治力が上がらないばかりか行動力が0になることもある。
茶人
茶会の開催を要求してくる。各茶人にはレベルがあり、そのレベルに見合うだけの等級の茶器を持っている時茶会は成功し、茶会に参加した武将の教養・忠誠度が上がり、その国の文化も上がることがある。茶人のレベルに見合う茶器が無い時や、茶器が無い時に茶会を開催すると、茶会は失敗し、その国の家臣の忠誠度は下がり、さらにはその国の文化までも下がることがある。茶人は4人おり、千利休（〜2級）、津田宗及（〜4級）、長谷川宗仁（〜6級）、松井友閑（〜7級）と続く。
なお茶会に成功した時、その国に謀反を起こしそうな武将がいると警告してくれる。但し名前まで教えてくれるのは千利休のみである。
ルイス・フロイス
キリスト教の布教にやってくる。布教が成功する確率は（その国の文化度+20）%である。成功すると西洋の文化を紹介してもらえ、技術が上がる。技術を上げる代わりに、茶器をくれることもある（但し7等級以下の比較的価値の低い物のみ）。一向衆のいる国で布教を許すと一向宗の反感を買い、一向一揆を誘発することもある。布教に失敗すると民忠が下がる。
画家
狩野永徳、長谷川等伯、海北友松、狩野山楽が屏風絵などを描いてくれる。絵の値段に応じて文化度が上がる。たまに「筆が進まぬ」といわれて何も書いてもらえない場合や、作品が失敗作に終わる場合もあるが、その場合は文化度が上がらず、払った金も戻ってこない。
近衛前久
征夷大将軍就任イベントで登場する公家。征夷大将軍になると領土の民忠誠度や家臣の忠誠度が上昇する。機種によっては使者が「禁裏使者」、「公家」となっている場合がある。

## 他機種版

### 一覧
| No. | タイトル                                                             | 発売日                    | 対応機種                        | 開発元         | 発売元         | メディア                                              | 型式                                              | 備考                          | Ref.                        |
| --- | -------------------------------------------------------------------- | ------------------------- | ------------------------------- | -------------- | -------------- | ----------------------------------------------------- | ------------------------------------------------- | ----------------------------- | --------------------------- |
| 1   | 信長の野望・武将風雲録                                               | 1991年3月15日             | PC-9801                         | 光栄           | 光栄           | 5インチフロッピーディスク 3.5インチフロッピーディスク | KN10111020 (5") KN10121020 (5") KN10111030 (3.5") |                               |                             |
| 2   | 信長の野望・武将風雲録                                               | 1991年5月23日             | MSX2                            | 光栄           | 光栄           | ロムカセット                                          | KN10111040                                        |                               |                             |
| 3   | 信長の野望・武将風雲録                                               | 1991年5月30日             | MSX2                            | 光栄           | 光栄           | フロッピーディスク                                    | KN10111050                                        |                               |                             |
| 4   | 信長の野望・武将風雲録                                               | 1991年7月1日              | FM TOWNS                        | 光栄           | 光栄           | フロッピーディスク                                    | KN10121060                                        |                               |                             |
| 5   | 信長の野望・武将風雲録                                               | 1991年8月25日             | X68000                          | 光栄           | 光栄           | 5インチフロッピーディスク                             | KN10111070                                        |                               |                             |
| 6   | 信長の野望・武将風雲録                                               | 1991年12月20日            | メガドライブ                    | 光栄           | 光栄           | 8メガビットロムカセット                               | T-76013                                           |                               |                             |
| 7   | 信長の野望・武将風雲録                                               | 1991年12月21日            | ファミリーコンピュータ          | 光栄           | 光栄           | 6メガビットロムカセット                               | KOE-IZ                                            |                               |                             |
| 8   | スーパー信長の野望・武将風雲録 Nobunaga's Ambition: Lord of Darkness | 1991年12月21日 1994年10月 | スーパーファミコン              | 光栄           | 光栄           | 8メガビット+256キロRAMロムカセット                    | SHVC-IZ SNS-IZ-USA                                |                               |                             |
| 9   | 信長の野望・武将風雲録                                               | 1993年2月27日             | PCエンジンSUPER CD-ROM2         | 光栄           | 光栄           | CD-ROM                                                | KOCD2001                                          |                               |                             |
| 10  | 信長の野望・武将風雲録                                               | 1998年7月3日              | Windows 95 - XP                 | 光栄           | 光栄           | CD-ROM                                                | -                                                 |                               |                             |
| 11  | 信長の野望・武将風雲録                                               | 1999年2月18日             | PlayStation                     | コーエー       | コーエー       | CD-ROM                                                | SLPM-86174                                        |                               |                             |
| 12  | コーエー定番シリーズ 信長の野望・武将風雲録                          | 2000年8月3日              | PlayStation                     | コーエー       | コーエー       | CD-ROM                                                | SLPM-86604                                        | 廉価版                        |                             |
| 13  | コーエー定番シリーズ 信長の野望・武将風雲録                          | 2001年6月8日              | Windows 95 - Me                 | コーエー       | コーエー       | CD-ROM                                                | -                                                 | 廉価版                        | [ 3 ]                       |
| 14  | 信長の野望                                                           | 2001年9月28日             | ゲームボーイアドバンス          | コーエー       | コーエー       | ロムカセット                                          | AGB-P-ANBJ                                        | リメイク版                    | [ 4 ]                       |
| 15  | コーエー25周年パックVol.7                                            | 2004年2月20日             | Windows 98 - XP                 | コーエー       | コーエー       | CD-ROM                                                | -                                                 | PC-9801版の移植               | [ 5 ] [ 6 ] [ 7 ] [ 8 ]     |
| 16  | 信長の野望・武将風雲録                                               | 2004年2月23日             | FOMA900iシリーズ （iアプリ）    | コーエー       | コーエー       | ダウンロード                                          | -                                                 |                               | [ 9 ] [ 10 ] [ 11 ] [ 12 ]  |
| 17  | 信長の野望・武将風雲録                                               | 2005年1月6日              | BREW対応端末 （EZアプリ）       | コーエー       | コーエー       | ダウンロード                                          | -                                                 |                               | [ 13 ] [ 14 ]               |
| 18  | 信長の野望・戦国群雄伝                                               | 2005年1月12日             | ボーダフォンライブ! （Vアプリ） | コーエー       | コーエー       | ダウンロード                                          | -                                                 |                               | [ 15 ] [ 16 ]               |
| 19  | 信長の野望DS2                                                        | 2008年7月31日             | ニンテンドーDS                  | コーエー       | コーエー       | DSカード                                              | NTR-P-CN2J-JPN                                    | Wi-Fi通信可能                 | [ 17 ] [ 18 ] [ 19 ] [ 20 ] |
| 20  | 信長の野望                                                           | 2013年9月19日             | ニンテンドー3DS                 | コーエーテクモ | コーエーテクモ | 3DSカード ダウンロード                                | CTR-P-BNBJ                                        |                               | [ 21 ] [ 22 ] [ 23 ]        |
| 21  | シブサワ・コウ アーカイブスパック Vol.4                              | 2017年3月22日             | Windows 7/8.1/10                | コーエーテクモ | コーエーテクモ | ダウンロード (Steam)                                  | -                                                 |                               | [ 24 ] [ 25 ] [ 26 ]        |
| 22  | 信長の野望・武将風雲録                                               | 2017年12月21日            | Android iOS                     | コーエーテクモ | コーエーテクモ | ダウンロード                                          | -                                                 | 3DS版をベースとしたリメイク版 | [ 27 ] [ 28 ]               |
| 23  | スーパーファミコン Nintendo Classics                                 | 2025年3月28日             | Nintendo Switch                 | 任天堂         | 任天堂         | ダウンロード                                          | -                                                 | スーパーファミコン版の移植    | [ 29 ] [ 30 ]               |

### ゲームボーイアドバンス版
『信長の野望』のタイトルで発売された、『武将風雲録』をリメイクしたものである。
オリジナルと比較すると、次の点が異なる。
- 登場人物の顔グラフィックが『信長の野望・烈風伝』（1999年）、『信長の野望・嵐世記』（2001年）などの風雲録以降の作品から流用している（織田信長だけはGBA用に新たに描き下ろされたもの）。
- 従来は隠れシナリオだった「本能寺の変」が初めから選択可能
- 全6本のショートシナリオが存在。ここでは天下統一ではなく、与えられた条件を満たすことがクリア条件となっている。
対戦用シナリオ
  1. 宿敵を倒せ
  2. 金を貯めろ
  3. 兵を集めろ
  4. 領国を盗れ
  5. 京を目指せ
  6. 信長を討て
- 最大4人までの通信対戦プレイが可能。
- 後の作品に準じて、名義が変更された武将がいる（金上遠江守→金上盛備など）。
- ごく一部の武将が、別人に差し替えられている（高力清長→本多正純など）。
- 武将の略歴を見られる「列伝」の追加。
- 輸送が隣接国以外にも行えるようになった。

### ニンテンドーDS版
『信長の野望DS2』（のぶながのやぼうディーエストゥー）のタイトルで発売された。『武将風雲録』がベースになっているが、東北地方の国割りが細かくなっていたり、武将の能力値が変更されていたりするのをはじめ、オリジナル版からさまざまなアレンジが施されている。
武将顔グラフィックは同じくニンテンドーDS用ソフト『信長の野望DS』（2006年）と同様に『信長の野望・天下創世』（2003年）や『信長の野望・革新』（2005年）などのグラフィックが使用されている。シナリオは従来のもの以外に1561年開始のシナリオ「飛躍の時」および世代を超えて武将が集まる1557年開始の架空シナリオ「群雄集結」などが存在する。
その他の新要素としては、各大名家に固有の戦術が3つずつ設定された。また技術を200以上に上げることで各国に固有の技法を獲得でき、技法を組み合わせることで3つまで戦術を設定し、固有のものと合わせて一大名家で最大6つの戦術を持つことができる。同様に文化を75以上に上げることで各国に固有の特殊効果が得られる。さらに文化を100にすることで効果が領国全体に及ぶようになる。特殊効果の中には、金・兵糧収入が増えるものがあるため、文化を上げるメリットが従来より増した。
さらに短時間でのプレイのための「群雄争覇モード」が搭載されており、クリアすることでスペシャル武将や武将を強化することのできる宝玉を獲得できる。オリジナル版に出てきた武将はほとんどが登場し、さらに追加された武将もある。ただし宮本武蔵などの剣豪や朝倉宗滴は、スペシャル武将として提供される形になった。また、毛利秀就など削除された武将も少数いる。
スペシャル武将はWi-Fi通信を行うことや『国盗り頭脳バトル 信長の野望』（2008年）とワイヤレス通信を行うことでも獲得できる。この場合、生年設定は史実に沿ったものではなく、登場させた時点で成年（20～30歳前後）している扱いになる。スペシャル武将は、ゲーム開始時はもちろん、途中から出現させることもできる。
浅井久政・長政父子によるチュートリアルも搭載されている。
従来からの主な変更点
- 陸奥が陸前、陸中、陸奥。出羽が羽前、羽後。陸前が岩代、磐城に分割。南部氏、安東氏、相馬氏、津軽氏（1582年シナリオのみ）が大名として追加された。
- 以下のシナリオが追加された。
  1. 1561年　飛躍の時
  2. 1557年　群雄集結　- 架空シナリオ。武将の寿命がない
  3. 1572年　夢幻大転封　- 架空シナリオ。ゲームクリア後出現
- シナリオ「本能寺の変」が、明智氏滅亡後の「覇王の後継者」に変更された。ただし、年代設定が本能寺の変発生前の1582年1月開始になっている。(ニンテンドー3DS版では12月に修正された。)
- 通常の褒美は従来金額を自由に決められたが、金50に固定された。
- 内政での投資額は金40に固定された。
- 一度に徴兵可能な兵士数は20（2000人）に固定された。
- 「民忠誠度」は「治安」に変更され、直接上げられるようになった。代わりに、一度の徴兵で下がるようになった。
- 「兵忠誠度」「治水」が廃止された。戦闘中は、「兵忠誠度」に近い要素として「士気」が設けられたが、戦前にプレイヤーの任意で上げることはできなくなった。なお、「士気」の影響は、「兵忠誠度」よりも大きくなっている。
- 武将の「教育」ができなくなった。代わりに、経験値制を導入し、コマンド実行や合戦などで成長するようになった。また、茶会で教養以外の経験値が上がることもあるようになった。ただし、師範役以上の能力にはできない。
- 税率の指定ができなくなった。
- 観戦モードからの再開コマンドが表示されるようになった。ただし最初から観戦モードにはできなくなった。
- 一度観戦モードにすると、再開してもエンディングは見られなくなった。
- 新武将作成ができるようになった。
- 野戦で守備側が、攻撃側本陣を占領しても兵糧を奪えなくなり、自動的に焼き捨ててしまうようになった。
- 兵糧が尽きた（または奪われた）場合、従来は次の午前0時を迎えた時点で負けになったが、本作では強制的な敗戦にはならず、士気がターン毎に下がるように変更された。とは言え、士気が0になると攻撃力・防御力ともに激減し、兵士は逃げ出すため、実質的に戦いを続けられなくなる。
- 籠城戦は長期戦が無くなり、1ヶ月経つと野戦同様に攻撃側強制退却で守備側勝利に変更された。
- 戦場となった国の内政パラメータが下がるようになった（従来の仕様では、籠城戦で城防御度のみが下がる）。特に、籠城戦は下がり幅が大きい。
- 一部の国では、守備側が野戦の地形を選べるようになった。
- 射撃や突撃の威力が落とされ、また突撃可能なのは騎馬隊のみになった。代わりに、戦闘時に戦術を使うことで、各部隊の威力を上げたり謀略を行ったりできるようになった。また、戦術「弓構」によって、足軽隊を一時的に弓隊（鉄砲より威力は落ちるが遠隔攻撃が可能で、雨天時も攻撃できる）に換装できるようになった。同様に、戦術「大筒」は、鉄砲隊を一時的に大筒隊（鉄砲より射程、威力共に上昇。ただし機動力は低下）に換装できる。
- 夜間などに、射撃で見通しの利かないHEXへの攻撃ができなくなった（移動可能な状態でHEX指定すると、そのHEXに移動してしまう）。戦術「看破」を使うことで、夜間・雨雪でも見通しが利くようになるため、夜間でも離れたHEXへの攻撃が可能になる。
- COM同士の合戦を観戦できなくなった。
- COMは、シナリオ開始年の翌年が終わるまで自発的に戦争を仕掛けなくなった。
- 歴史イベントは、シナリオ開始年には発生しなくなった。
- 武将の戦死、寿命の有無をゲーム開始時に選べるようになった。
- 大名が自害しなくなり、最後の1国を落とせば大名を配下にすることができるようになった。大名を斬首するか、あるいは病死した場合従来の自害の台詞を口にする（多少アレンジされている）。ただし、COMが大名を処刑しようとすると、自害した扱いになる。
- 大名が能力を問わず、脅迫に応じるようになった。
- 敵武将を捕らえても、登用に応じにくくなった。しかし、大名の登用に成功すると、他の武将も高確率で登用に応じるようになった。また、武将を斬首すると、その親族武将に恨まれ、まず登用できなくなった。
- COMの斬首基準が能力（一部機種では登場武将数が上限に達していない限り斬首はしない）から相性に変わった。
- 台詞の追加や変更。特に、織田信長のイベントは、台詞にかなりの変更が加えられている。

### ニンテンドー3DS版
ニンテンドー3DS版は『信長の野望』のタイトルで発売された。
『信長の野望DS2』をベースに、オリジナルシナリオを4本、新武将を100名追加したほか、史実武将やSP（スペシャル）武将の編集機能も用意されている。すれちがい通信でオリジナル武将の受け渡しも可能。
- 以下のシナリオが追加された。
  1. 1.1567年　天下布武
  2. 2.1577年　手取川合戦
  3. 3.1573年　信玄上洛　-条件を満たすと登場する隠しシナリオ。
  4. 4.1582年　天下への道　-購入することで手に入る。
  5. 5.1599年　関ヶ原前夜　-購入することで手に入る。

### スマートフォン版
Android版、iOS版ともに2017年12月21日発売。内容はニンテンドー3DS版ベースだが、タイトルは『信長の野望 武将風雲録』に戻されている。
ＢＧＭの質は上がっているが、ユニット攻撃時のSEがなくなっている。
戦術のエフェクトが簡素になっている。

## 音楽
サウンドトラック
- 信長の野望・武将風雲録 KECH-1007
- 光栄オリジナルBGM集Vol.5 スーパー信長の野望・武将風雲録/スーパー三國志II KECH-1023（※スーパーファミコン音源をそのまま使用）

## 評価
メガドライブ版
ゲーム誌『ファミコン通信』の「クロスレビュー」では、合計24点（満40点）、『メガドライブFAN』の読者投票による「ゲーム通信簿」での評価は以下の通り、22.18点（満30点）となっている。全機種中最速のCPU思考速度となっており、CPUターンが2秒ほどで終わる。
| 項目 | キャラクタ | 音楽 | 操作性 | 熱中度 | お買得度 | オリジナリティ | 総合  |
| 得点 | 3.97       | 3.62 | 3.63   | 4.21   | 3.04     | 3.71           | 22.18 |
ファミリーコンピュータ版
ゲーム誌『ファミコン通信』の「クロスレビュー」では、6・7・7・5の合計25点（満40点）、『ファミリーコンピュータMagazine』の読者投票による「ゲーム通信簿」での評価は以下の通り、21.9点（満30点）となっている。
| 項目 | キャラクタ | 音楽 | お買得度 | 操作性 | 熱中度 | オリジナリティ | 総合 |
| 得点 | 4.0        | 3.6  | 3.4      | 3.5    | 3.8    | 3.6            | 21.9 |
スーパーファミコン版
ゲーム誌『ファミコン通信』の「クロスレビュー」では、6・7・8・5の合計26点（満40点）、『ファミリーコンピュータMagazine』の読者投票による「ゲーム通信簿」での評価は以下の通り、22.96点（満30点）となっている。この得点はスーパーファミコン全ソフトの中で47位（323本中、1993年時点）となっている。また、『SUPER FAMICOM Magazine』1993年8月情報号特別付録の「スーパーファミコンオールカタログ'93」では、秀吉が豊臣の姓を名乗る事や小田原評定の存在などに関して「歴史好きなら思わず頬がゆるむものばかりだ」と称賛した。
| 項目 | キャラクタ | 音楽 | 操作性 | 熱中度 | お買得度 | オリジナリティ | 総合  |
| 得点 | 3.91       | 4.02 | 3.74   | 4.09   | 3.38     | 3.82           | 22.96 |
PCエンジン版
ゲーム誌『ファミコン通信』の「クロスレビュー」では7・7・6・6の合計26点（満40点）、『月刊PCエンジン』では85・90・80・85・90の平均86点（満100点）、『電撃PCエンジン』では65・55・90・80の平均72.5点（満100点）、『PC Engine FAN』の読者投票による「ゲーム通信簿」での評価は以下の通りとなっており、21.36点（満30点）となっている。
| 項目 | キャラクタ | 音楽 | 操作性 | 熱中度 | お買得度 | オリジナリティ | 総合  |
| 得点 | 3.66       | 3.60 | 3.57   | 4.04   | 3.11     | 3.38           | 21.36 |